# Parafia Wszystkich Świętych w Wąsoszach
Parafia Wszystkich Świętych w Wąsoszach – parafia rzymskokatolicka, znajdująca się w diecezji włocławskiej, w dekanacie ślesińskim. 